# Віктор Бопп
Віктор Бопп (нім. Viktor Bopp; нар. 31 жовтня 1989, Київ, УРСР) — німецький та український футболіст, півзахисник.

## Клубна кар'єра
Футбольний шлях розпочав у дитячій команді СВ «Амцель», у 1997 році перейшов до юнацької команди «Баварії» (Мюнхен). У сезоні 2008/09 років виступав за другу команду мюнхенців у Третій лізі Німеччини. У команді дебютував 15 листопада 2008 року в переможному (1:0) поєдинку 15-о туру проти ерфуртського «Рот-Вайс». Віктор вийшов на поле на 87-й хвилині, замінивши Деніза Їлмаза. Дебютним голом за «Баварію II» відзначився 26 квітня 2009 року на 33-й хвилині програного (2:3) домашнього поєдинку проти «Ерцгебірге Ауе».
Під час «трансферної епопеї» Лукаса Подольськи до «Кельну» Бопп все ще був гравцем команди U-19 й разом зі Стефано Челоцци вперше почав залучатися до професіональної команди, з якою він також пройшов частину підготовки до сезону 2007/08 років. Віктор Бопп вважався захисником та півзахисником, проте використовувався переважно в півзахисті. Однією з сильних сторін Віктора є те, що він однаково добре грає правою та лівою ногою, що додає йому варіативності та дозволяє використовувати на обох флангах півзахисту.
Починаючи з сезону 2009/10 років й до завершення сезону 2010/11 років виступав за другу команду «Ганновера 96» у Регіоналлізі «Північ». 12 серпня 2011 року приєднався до представника другого дивізіону бельгійського чемпіонату ФК «Шарлеруа». У бельгійській першості дебютував 3 вересня 2011 року в нічийному (2:2) домашньому поєдинку 3-о туру проти «Остенде». З 6-и матчів того (з урахуванням дебютного поєдинку) виходив на поле в стартовому складі 3 рази, востаннє — 20 квітня 2012 року в переможному (1:0) виїзному поєдинку 33-о туру проти «Дендера». Допоміг команді виграти Другий дивізіон та підвищитися в Лігу Жупіле. 22 грудня 2012 року на 78-й хвилині переможного (2:1) виїзного поєдинку 21-о туру проти «Гента» відзначився дебютним голом в еліті бельгійського футболу, цей м'яч виявився переможним для «Шарлеруа». По завершенні сезону 2012/13 роківотримав статус вільного агента.
18 січня 2014 року підписав контрактз третьоліговим «Вакером» (Бургхаузен), у футболці якого дебютував 1 лютого 2014 року в нічийному (1:1) домашньому поєдинку проти ерфуртського «Рот-Вайсу». Єдиним голом за бургхаузенський клуб відзначився 8 березня 2014 року в програному (1:2) поєдинку проти «Оснабрюка».
Сезон 2015/16 років відіграв у нижчоліговому мюнхенському клубі «Тюркгючу-Атаспор» (7 матчів, 1 гол).

## Кар'єра в збірній
Віктор провів чотири поєдинки у футболці юнацької збірної Німеччини U-18. Дебют — 14 листопада 2005 року в Кушадасі в перерможному (2:1) матчі проти Туреччини U-18, востаннє зіграв за цю збірну 16 травня 2007 року в Лаухрінгені в переможному (2:0) поєдинку проти Румунії U-18. 21 січня 2008 року в Досі (Катар) в нічийному (0:0) поєдинку проти Польщі U-19 зіграв свій єдиний матч за юнацьку збірну Німеччини U-19. Також провів один матч за юнацьку збірну Німеччини U-20.

## Особисте життя
Батько Віктора мав німецьке походження, мати — українка. Окрім німецького громадянства, мав також й український паспорт, проте на міжнародному рівні вирішив захищати кольори Німеччини. Має на 6 років старшого брата, Євгена, який з 17 жовтня 2015 року захищає кольори клубу «Басфорд Юнайтед» з передмістя Ноттінгему.

## Статистика виступів

### Клубна
| Сезон   | Клуб                  | Країна    | Змагання              | Матчі | Голи |
| ------- | --------------------- | --------- | --------------------- | ----- | ---- |
| 2008/09 | «Баварія II» (Мюнхен) | Німеччина | Третя ліга            | 9     | 3    |
| 2009/10 | «Ганновер 96 II»      | Німеччина | Третя ліга            | 19    | 1    |
| 2010/11 | Hannover 96 II        | Німеччина | Регіоналліга «Північ» | 17    | 2    |
| 2011/12 | «Спортінг Шарлеруа»   | Бельгія   | Другий дивізіон       | 6     | 0    |
| 2012/13 | «Спортінг Шарлеруа»   | Бельгія   | Ліга Жупіле           | 12    | 1    |
| 2013/14 | «Вакер» (Бургхаузен)  | Німеччина | ?                     | 10    | 1    |
|         |                       |           | Загалом               | 73    | 8    |

## Досягнення
«Баварія» (Мюнхен)
- Бундесліга U-19
  -  Чемпіон (1): 2006/07

«Шарлеруа»
- Другий дивізіон Бельгії
  -  Чемпіон (1): 2011/12